# Oddíl sportovní gymnastiky TJ Sokol Chrudim

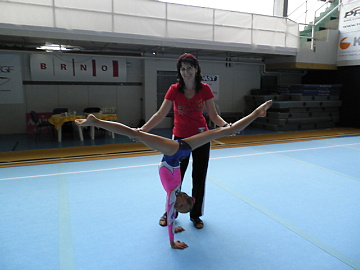
gymnastika

Oddíl sportovní gymnastiky TJ Sokol Chrudim působí v Chrudimi v Pardubickém kraji. Byl založen v roce 1953 Jaroslavem Šplíchalem. Od devadesátých let pokračuje v jeho trenérské práci Simona Linková (Hovorková), která třikrát týdně trénuje mladé talentované dívky a připravuje je na soutěže, kterých se sama účastní nejen jako trenérka, ale i jako rozhodčí. Domácí závody se vždy pořádají v chrudimské sokolovně na počest Mirky Brdíčkové (Šplíchalové) a samotného zakladatele Jaroslava Šplíchala.

## Osobnosti
Nejúspěšnější gymnastkou se stala Mirka Brdíčková (Šplíchalová), která vynikla svým vítězstvím v Přeboru ČOS žen v roce 1950, pokračovala mnohými mistrovskými tituly ČSR a zakončila svoji kariéru účastí na OH v Melbourne v roce 1956. V tehdejší době byla její soupeřkou i Lída Pejchová. Několika tituly mistryně republiky se pyšní také Veronika Bočková, která byla také členkou žákovské a pak i juniorské reprezentace. Mezi další úspěšné chrudimské gymnastky patřily také B. Stará, J. Faulhamerová, P. Zítková, R. Kandusová, D. Hlaváčová a K. Libá. V jejich úspěšné kariéře pokračovala Zuzana Hovorková, Markéta Pecinová a Jana Novotná.